# Henri Savigny
Pour les articles homonymes, voir Savigny.
 (mars 2025).
Henri Savigny est un médecin français, né le 10 avril 1793 et mort le 27 janvier 1843.
Il est connu pour avoir été second chirurgien à bord de la frégate Méduse et avoir été l’un des rares survivants à l’échouage du navire, qui avaient été embarqués sur le célèbre radeau immortalisé par le peintre romantique Géricault.

## Biographie
Jean Baptiste Henri Savigny est second chirurgien et médecin à bord de la frégate Méduse, partie de l’île d'Aix le 17 juin 1816. À la suite de l’échouage du navire, le 2 juillet, au large de la Mauritanie actuelle, il est l'un des trois officiers volontaires pour prendre place deux jours plus tard sur un grand radeau construit à la hâte, parmi cent quarante-sept naufragés. Le radeau surchargé, initialement remorqué par une ou deux chaloupes de sauvetage, est finalement livré à son propre sort après la rupture des cordages de liaison.
Savigny est l'un des quinze survivants récupérés par le brick Argus treize jours plus tard, le 17 juillet, et témoigne dans un rapport au ministère de la Marine des atrocités commises lors de la dérive du radeau, et notamment d'actes d'anthropophagie. Il précise les détails de la tragédie à Géricault, avant que celui-ci ne peigne son célèbre tableau Le Radeau de la Méduse, exposé au Louvre depuis la mort du peintre en 1824.

## Postérité
Dans le film Le Radeau de la Méduse d'Iradj Azimi, le rôle d’Henri Savigny est tenu par Alain Macé. Il partage l'affiche du film avec Jean Yanne, Daniel Mesguich, Claude Jade, Philippe Laudenbach et Laurent Terzieff.

## Œuvres
- En collaboration avec Alexandre Corréard, Naufrage de la frégate la Méduse, faisant partie de l’expédition du Sénégal, en 1816, Paris, chez Hoquet, 1817, 196 p., in-8° (lire en ligne). — Premier récit du naufrage à avoir été publié. — Deuxième éd. (refondue) : Naufrage de la frégate la Méduse…, Paris, chez Eymery, 1818 ; elle est augmentée de Notes sur le naufrage de la Méduse  (par Charles-Marie Brédif, ingénieur, membre de l’expédition) (lire en ligne). — Cinquième éd. (refondue) : Naufrage de la frégate la Méduse…, Paris, chez Corréard, 1821 ; elle est augmentée de plusieurs pièces : Jugement de M. de Chaumareys, Mémoire présenté aux Chambres par M. Corréard, Procès de M. Corréard, Liste des souscripteurs en faveur des naufragés, Ode sur le naufrage de la Méduse  (par L. Brault) (lire en ligne). — Nombreuses autres rééd., parmi lesquelles : Naufrage de la frégate la Méduse…, Tarascon-sur-Ariège, Éd. Résonances, coll. « Résonances du passé », 1979, 186 p. (ISBN 2-86428-002-7) ; Le Naufrage de la frégate la Méduse, Neuilly-sur-Seine, Éd. Altaïr, coll. « Les Intégrales », 2000 (cette éd. reproduit en fac-sim. la 2e éd. de 1818) ; Le Naufrage de la Méduse…, Paris, Éd. Gallimard, coll. « Folio », 2005, 337 p. (ISBN 2-07-030987-8), contient une bibliogr., filmogr. et webliogr. — Cette relation a également été reprise dans les deux recueils suivants : Relation complète du naufrage de la frégate la Méduse, faisant partie de l’expédition du Sénégal en 1816, Éd. J. de Bonnot, 1968 ; Relations des survivants du naufrage de la Méduse, Éd. F. Beauval, 1969. — On en trouve aussi deux versions dans : L’Affreuse vérité de M. Savigny…  (éd. par Denis Escudier), 1991 (voir plus bas).
- Observations sur les effets de la faim et de la soif éprouvées après le naufrage de la frégate du roi la Méduse en 1816, Paris, chez A. Eymery, 1818, 56 p., in-8° (lire en ligne). — Rééd. dans : L’Affreuse vérité de M. Savigny…  (éd. par Denis Escudier), 1991 (voir plus bas).
- L’Affreuse Vérité de M. Savigny, second chirurgien de la frégate la Méduse…  (préf. Marc Fardet, documents réunis et présentés par Denis Escudier), Jonzac et Saint-Jean-d’Angély, Université francophone d’été et Éd. Bordessoules, 1991, 195 p., in-8°. — Contient : Notre séjour sur le radeau de la Méduse (deux versions de la relation coécrite avec Alexandre Corréard), Observations sur les effets de la faim et de la soif éprouvées après le naufrage de la frégate du roi la Méduse, des passages du procès du commandant Hugues de Chaumareys, quelques témoignages, une bibliogr. et un index.
- Yvan Delteil, « J.-B. Savigny et le radeau de La Méduse », Le Progrès médical, no 23,‎ 10 décembre 1950, p. 627-629. — Contient la relation de Savigny. Article rééd. sous le titre : « Médecine et littérature : J.-B. Savigny et le radeau de la Méduse », Notes africaines, no 78,‎ avril 1958, p. 41-45.
- Henri Lassignardie, Essai sur l’état mental dans l’abstinence, Bordeaux, Impr. du Midi, 1897, 113 p., in-8°. — Thèse médicale. L’aut. analyse, entre autres, le texte de Savigny : Observations sur les effets de la faim et de la soif…
- Jean-Baptiste-Henri Savigny, Observations sur les effets de la faim et de la soif éprouvées après le naufrage de la frégate du roi la Méduse en 1816, thèse de 1818, Nielrow éditions, Dijon, 2018 (ISBN 978-2-9559619-8-8)